# Elaeocarpus verruculosus
Elaeocarpus verruculosus là một loài thực vật có hoa trong họ Côm. Loài này được DC. mô tả khoa học đầu tiên năm 1909.